# Minipivovar Medlešice
Minipivovar Medlešice je český minipivovar. Nachází se ve východních Čechách 4 km severně od města Chrudim. Založení pivovaru se datuje na rok 1673, v roce 2001 obnovil svoji činnost.

## Produkty pivovaru
- Medlešický ležák světlý 12°
- Medlešický ležák černý 12°